# Deus Caritas Est
Deus Caritas Est (Latijn voor God is Liefde) is de eerste encycliek van paus Benedictus XVI.
De encycliek verscheen op 25 januari 2006 in zeven talen: Engels, Frans, Duits, Italiaans, Latijn, Pools, Portugees en Spaans. De eerste helft van de encycliek zou door Paus Benedictus in het Duits zijn geschreven in de zomer van 2005, en de tweede helft is samengesteld aan de hand van onvoltooide geschriften van zijn voorganger, paus Johannes Paulus II. Het document werd getekend door paus Benedictus op eerste kerstdag 2005.
De titel is afkomstig van de Eerste brief van Johannes (vers 4:16). In 42 alinea's over 70 pagina's bespreekt de encycliek de concepten eros (seksuele liefde), agape (onvoorwaardelijke liefde), logos (het woord) en hun verhouding tot de leer van Jezus Christus. Het document legt uit dat eros en agape beide inherent goed zijn, maar dat eros het gevaar loopt te worden gedegradeerd tot enkel seks wanneer het niet in balans wordt gebracht door een christelijk spiritueel element.
De mening dat eros inherent goed is, staat in contrast met de zienswijze van Anders Nygren, een lutherse bisschop, die aan het begin van de twintigste eeuw in zijn boek Eros en Agape verkondigde dat agape de enige echte christelijke vorm van liefde is, en dat eros (een uitdrukking van de menselijke verlangens) de mens afhoudt van God.